# Tephrosia uniflora
Tephrosia uniflora är en ärtväxtart som beskrevs av Christiaan Hendrik Persoon. Tephrosia uniflora ingår i släktet Tephrosia och familjen ärtväxter. Utöver nominatformen finns också underarten T. u. petrosa.